# Комитет по номенклатуре малых планет
Комитет по номенклатуре малых планет (также Комитет по номенклатуре малых тел, Комитет по номенклатуре малых космических объектов, англ. Committee on Small Body Nomenclature, CSBN) — комитет при Международном астрономическом союзе, принимающий решения о названиях астероидов, комет и лун.
Был первоначально основан в 1970-х годах как рабочая группа по номенклатуре малых планет, англ. Working Group for Small Body Nomenclature с тремя членами, постепенно вырос до группы из 15 профессиональных астрономов.
Одной из основных целей группы является избежание путаницы. Яркость открываемых астероидов, в частности, естественным образом находится на пределе возможностей телескопов, и потому они зачастую теряются (около половины находок), а затем переоткрываются. Например, астероид (330) Адальберта был открыт дважды, при том, что первого астероида под этим именем вообще не существовало.
Ограничения комитета являются сдерживающим фактором в росте числа именованных астероидов. В список, который подаётся в Комитет каждые два месяца, с 2003 года каждый астроном или группа могут предложить два названия, список ограничен 100 объектами. Эти правила, однако, регулярно нарушаются